# Eugraphe xizangensis
Eugraphe xizangensis is een vlinder uit de familie van de uilen (Noctuidae). De wetenschappelijke naam van de soort is voor het eerst geldig gepubliceerd in 1982 door Yi-Xin Chen.

## Type
- holotype: "male. 15.V.1974"
- instituut: IZAS Beijing, China
- typelocatie: "China, Xizang, Nyalam, 2250 m"